# Lista de episódios de Hajime no Ippo
A lista de episódios do anime Hajime no Ippo.

## Lista de Episódios

### Hajime no Ippo: The Fighting! (1° Temporada)
- Round 01: O Primeiro Passo
- Round 02: O Fruto Do Trabalho
- Round 03: Lágrimas de Prazer
- Round 04: Shadow Boxing
- Round 05: 3 Meses Para o Contra-ataque
- Round 06: O Gongo da Revanche
- Round 07: A Força Destrutiva de 1 cm
- Round 08: A Promessa do Reencontro
- Round 09: Licença Nível C
- Round 10: Luta de Estréia!
- Round 11: Obsessão pela Vitória
- Round 12: A Dura Declaração de um Colega
- Round 13: Campeonato dos Novatos do Leste do Japão
- Round 14: Braços Poderosos... Hook vs. Upper!
- Round 15: Comparando Resistência
- Round 16: Premonição de uma Batalha Violenta
- Round 17: Ippo na Praia
- Round 18: Clinch
- Round 19: Sonho de Nocaute
- Round 20: O Perigo do Shotgun
- Round 21: O Caminho Para Superar Um Gênio
- Round 22: Avante! Avante!!
- Round 23: Outra Semifinal
- Round 24: No Local Prometido...
- Round 25: Os Pensamentos Individuais
- Round 26: Luta à Distância
- Round 27: Disputa Mortal
- Round 28: Vitória ou Derrota
- Round 29: Rocky de Naniwa
- Round 30: Em Território Inimigo
- Round 31: Avançando Para Uma Batalha Feroz
- Round 32: Atinja Com a Direita!
- Round 33: A Pressão do Smash
- Round 34: O Campeão dos Novatos
- Round 35: Outra Jornada
- Round 36: O Encontro Com o Rei
- Round 37: Mirando Alto
- Round 38: Dois Campeões Novatos
- Round 39: Desafio em Terra Estrangeira
- Round 40: Um Contra-Golpe Superior Aos Outros Contra-Golpes
- Round 41: A Luta do Gero-Michi
- Round 42: Compartilhando Os Sonhos
- Round 43: A Estrela da Velocidade
- Round 44: Ponto Cego no Ringue
- Round 45: O Lobo das Presas Brancas
- Round 46: Pule Como Uma Gazela!
- Round 47: O Espírito de Luta Interior
- Round 48: O Lobo Vermelho
- Round 49: Coragem para Confiar
- Round 50: Algo a Dizer
- Round 51: Encontro em Grupo
- Round 52: Desafiante
- Round 53: A Intenção de Ser Eu Mesmo
- Round 54: Os Punhos do Rei
- Round 55: Luta Pelo Título Japonês dos Pesos-Pena
- Round 56: Um Muro Contra a Força
- Round 57: Decisão
- Round 58: Deprimido
- Round 59: Força de Vontade
- Round 60: Rival
- Round 61: Ansioso Para Voltar
- Round 62: O Retorno
- Round 63: Juventude Ardente
- Round 64: Era Incandescente
- Round 65: O Verão da Tropa Kamogawa
- Round 66: As Lágrimas do Takamura-San
- Round 67: Ao Ataque, Ginásio Kamogawa
- Round 68: A Crise do Treinador
- Round 69: A Armadilha do Southpaw
- Round 70: Um Garoto Travesso
- Round 71: Hora da Batalha
- Round 72: Lallapallooza
- Round 73: Superando o Passado
- Round 74: Mix Up!
- Round 75: Dê o Próximo Passo
- Round 76: Os Punhos do Boxeador

### Hajime no Ippo: The Fighting! - New Challenger (2° Temporada)
- Round 01: Um Novo Passo
- Round 02: Bloody Cross
- Round 03: Para O Local Prometido
- Round 04: Os Passos Para o Mundial
- Round 05: A Força do Mundo
- Round 06: Seguindo as Costas
- Round 07: A Chegada do Diabo
- Round 08: O Golpe do Espírito
- Round 09: A Qualificação Herdada
- Round 10: Cachorro Que Morde
- Round 11: Ippo vs Hammer Nao
- Round 12: Requerimentos Para Ser Um Profissional
- Round 13: Ippo na Praia 2
- Round 14: Dois Sparrings
- Round 15: A Luta de Estréia do Itagaki
- Round 16: Os Dois Falcões
- Round 17: Criança Selvagem
- Round 18: Perda de Peso Extrema
- Round 19: Situação Crítica
- Round 20: Luta Pelo Título Mundial dos Pesos-Médios.
- Round 21: A Batalha do Falcão!
- Round 22: Briga
- Round 23: Mãos Que Apoiam
- Round 24: Rei
- Round 25: Minha Estátua de Bronze
- Round 26: Novo Desafio

### Hajime no Ippo: The Fighting! - Rising (3° Temporada)
- Round 01: O Desafiante Mais Forte
- Round 02: O Dempsey Roll Destruído
- Round 03: Uma Batalha de Mulheres
- Round 04: A Deusa da Vitória
- Round 05: 100% Falso
- Round 06: A Distância Entre Eu e a Glória
- Round 07: Campeão de Queijo
- Round 08: O Cachorro Louco e o Lobo Vermelho
- Round 09: Um Cenário de Massacre
- Round 10: A Face da Determinação
- Round 11: Desafiante Destemido
- Round 12: O Anti-Dempsey Perfeito
- Round 13: O Punho Que Te Deixa Mais Forte
- Round 14: Palavras de Vontade
- Round 15: Uma Tempestade Sobre a Loja de Pescas Makunouchi
- Round 16: Águia Dourada
- Round 17: O Choque do Eleki e o Coco do Papaya
- Round 18: O Novo Contra-Ataque Incompleto
- Round 19: Falcão vs Águia
- Round 20: Uma Lição Jamais Esquecida
- Round 21: O Fim da Luta Mortal
- Round 22: Flor de Esperança
- Round 23: A Coragem Para Viver
- Round 24: Punho de Ferro
- Round 25: Um Voto